# Gvardéiskoie (Krasnodar)
|  | Per a altres significats, vegeu «Gvardéiskoie». |

Gvardéiskoie (en rus: Гвардейское) és un poble del krai de Krasnodar, a Rússia, segons el cens del 2010 tenia 195 habitants.